# Partecipanti alla Tre Valli Varesine 2023
Elenco dei partecipanti alla Tre Valli Varesine 2023.
La Tre Valli Varesine 2023 è stata la centoduesima edizione della corsa. Alla competizione presero parte venticinque squadre: diciassette con licenza UCI World Tour 2023 e otto UCI ProTeam.
Partenza con 173 ciclisti accreditati.

## Corridori per squadra
Nota: R ritirato, NP non partito, FT fuori tempo, SQ squalificato
| UAE Team Emirates        | UAE Team Emirates        | UAE Team Emirates        | AG2R Citroën Team        | AG2R Citroën Team        | AG2R Citroën Team        | Alpecin-Deceuninck                | Alpecin-Deceuninck                | Alpecin-Deceuninck                |
| ------------------------ | ------------------------ | ------------------------ | ------------------------ | ------------------------ | ------------------------ | --------------------------------- | --------------------------------- | --------------------------------- |
| N°                       | Ciclista                 | Clas.                    | N°                       | Ciclista                 | Clas.                    | N°                                | Ciclista                          | Clas.                             |
| 1                        | Tadej Pogačar            | 5°                       | 11                       | Andrea Vendrame          | 18°                      | 21                                | Axel Laurance                     | 77°                               |
| 2                        | Davide Formolo           | R                        | 12                       | Benoît Cosnefroy         | 60°                      | 22                                | Tobias Bayer                      | R                                 |
| 3                        | Vegard Stake Laengen     | R                        | 13                       | Felix Gall               | R                        | 23                                | Alex Bogna                        | R                                 |
| 4                        | Rafał Majka              | R                        | 14                       | Paul Lapeira             | R                        | 24                                | Nicola Conci                      | 49°                               |
| 5                        | Diego Ulissi             | 12°                      | 15                       | Ben O'Connor             | 10°                      | 25                                | Xandro Meurisse                   | R                                 |
| 6                        | Jay Vine                 | 28°                      | 16                       | Bastien Tronchon         | R                        | 26                                | Jimmy Janssens                    | 80°                               |
| 7                        | Adam Yates               | 63°                      | 17                       | Lawrence Warbasse        | R                        | 27                                | Kristian Sbaragli                 | 14°                               |
| Astana Qazaqstan Team    | Astana Qazaqstan Team    | Astana Qazaqstan Team    | Bora-Hansgrohe           | Bora-Hansgrohe           | Bora-Hansgrohe           | Cofidis                           | Cofidis                           | Cofidis                           |
| N°                       | Ciclista                 | Clas.                    | N°                       | Ciclista                 | Clas.                    | N°                                | Ciclista                          | Clas.                             |
| 31                       | Simone Velasco           | 29°                      | 41                       | Jai Hindley              | 50°                      | 51                                | Victor Lafay                      | 70°                               |
| 32                       | Samuele Battistella      | R                        | 42                       | Emanuel Buchmann         | R                        | 52                                | Rubén Fernández                   | 74°                               |
| 33                       | David de la Cruz         | 41°                      | 43                       | Sergio Higuita           | 55°                      | 53                                | Simon Geschke                     | R                                 |
| 34                       | Fabio Felline            | R                        | 44                       | Lennard Kämna            | R                        | 54                                | Jesús Herrada                     | R                                 |
| 35                       | Gianni Moscon            | R                        | 45                       | Patrick Konrad           | R                        | 55                                | Ion Izagirre                      | 8°                                |
| 36                       | Michele Gazzoli          | R                        | 46                       | Florian Lipowitz         | 67°                      | 56                                | Guillaume Martin                  | 35°                               |
| 37                       | Harold Tejada            | R                        | 47                       | Aleksandr Vlasov         | 3°                       | 57                                | Rémy Rochas                       | R                                 |
| EF Education-EasyPost    | EF Education-EasyPost    | EF Education-EasyPost    | Groupama-FDJ             | Groupama-FDJ             | Groupama-FDJ             | Ineos Grenadiers                  | Ineos Grenadiers                  | Ineos Grenadiers                  |
| N°                       | Ciclista                 | Clas.                    | N°                       | Ciclista                 | Clas.                    | N°                                | Ciclista                          | Clas.                             |
| 61                       | Richard Carapaz          | 2°                       | 71                       | Thibaut Pinot            | 43°                      | 81                                | Thymen Arensman                   | R                                 |
| 62                       | Esteban Chaves           | 62°                      | 72                       | Romain Grégoire          | 13°                      | 82                                | Salvatore Puccio                  | R                                 |
| 63                       | Ben Healy                | R                        | 73                       | Valentin Madouas         | 25°                      | 83                                | Brandon Rivera                    | R                                 |
| 64                       | Mikkel Honoré            | 68°                      | 74                       | Lenny Martinez           | 32°                      | 84                                | Carlos Rodríguez                  | 9°                                |
| 65                       | Andrea Piccolo           | R                        | 75                       | Rudy Molard              | 39°                      | 85                                | Pavel Sivakov                     | 47°                               |
| 66                       | Sean Quinn               | R                        | 76                       | Quentin Pacher           | 61°                      | 86                                | Ben Swift                         | R                                 |
| 67                       | Rigoberto Urán           | 54°                      | 77                       | Reuben Thompson          | R                        | 87                                | Ben Turner                        | 57°                               |
| Intermarché-Circus-Wanty | Intermarché-Circus-Wanty | Intermarché-Circus-Wanty | Jumbo-Visma              | Jumbo-Visma              | Jumbo-Visma              | Lidl-Trek                         | Lidl-Trek                         | Lidl-Trek                         |
| N°                       | Ciclista                 | Clas.                    | N°                       | Ciclista                 | Clas.                    | N°                                | Ciclista                          | Clas.                             |
| 91                       | Lorenzo Rota             | 2°                       | 101                      | Primož Roglič            | 4°                       | 111                               | Bauke Mollema                     | 78°                               |
| 92                       | Niccolò Bonifazio        | R                        | 102                      | Tiesj Benoot             | 24°                      | 112                               | Julien Bernard                    | 72°                               |
| 93                       | Francesco Busatto        | 59°                      | 103                      | Wilco Kelderman          | 17°                      | 113                               | Dario Cataldo                     | R                                 |
| 94                       | Rui Costa                | 16°                      | 104                      | Steven Kruijswijk        | 58°                      | 114                               | Giulio Ciccone                    | R                                 |
| 95                       | Alexy Faure Prost        | 75°                      | 105                      | Jan Tratnik              | R                        | 115                               | Filippo Baroncini                 | R                                 |
| 96                       | Louis Meintjes           | R                        | 106                      | Milan Vader              | R                        | 116                               | Juan Pedro López                  | R                                 |
| 97                       | Simone Petilli           | R                        | 107                      | Attila Valter            | 26°                      | 117                               | Natnael Tesfatsion                | R                                 |
| Movistar Team            | Movistar Team            | Movistar Team            | Soudal Quick-Step        | Soudal Quick-Step        | Soudal Quick-Step        | Team Arkéa-Samsic                 | Team Arkéa-Samsic                 | Team Arkéa-Samsic                 |
| N°                       | Ciclista                 | Clas.                    | N°                       | Ciclista                 | Clas.                    | N°                                | Ciclista                          | Clas.                             |
| 121                      | Alex Aranburu            | 51°                      | 131                      | Julian Alaphilippe       | 81°                      | 141                               | Warren Barguil                    | 37°                               |
| 122                      | Enric Mas                | 11°                      | 132                      | Jan Hirt                 | 64°                      | 142                               | Louis Barré                       | 40°                               |
| 123                      | Gregor Mühlberger        | 79°                      | 133                      | James Knox               | R                        | 143                               | Clément Champoussin               | 23°                               |
| 124                      | Óscar Rodríguez          | R                        | 134                      | William Junior Lecerf    | R                        | 144                               | Ewen Costiou                      | R                                 |
| 125                      | José Joaquín Rojas       | R                        | 135                      | Mauri Vansevenant        | 33°                      | 145                               | Kévin Vauquelin                   | 69°                               |
| 126                      | Gonzalo Serrano          | R                        | 136                      | Ilan Van Wilder          | 1°                       | 146                               | Kévin Ledanois                    | R                                 |
| 127                      | Carlos Verona            | R                        | 137                      | Louis Vervaeke           | R                        | 147                               | Alessandro Verre                  | R                                 |
| Team DSM-Firmenich       | Team DSM-Firmenich       | Team DSM-Firmenich       | Team Jayco AlUla         | Team Jayco AlUla         | Team Jayco AlUla         | Bingoal WB                        | Bingoal WB                        | Bingoal WB                        |
| N°                       | Ciclista                 | Clas.                    | N°                       | Ciclista                 | Clas.                    | N°                                | Ciclista                          | Clas.                             |
| 151                      | Romain Bardet            | 20°                      | 161                      | Simon Yates              | 38°                      | 171                               | Marco Tizza                       | R                                 |
| 152                      | Patrick Bevin            | R                        | 162                      | Welay Berhe              | R                        | 172                               | Floris De Tier                    | R                                 |
| 153                      | Romain Combaud           | R                        | 163                      | Kevin Colleoni           | R                        | 173                               | Alexis Guérin                     | 46°                               |
| 154                      | Chris Hamilton           | 48°                      | 164                      | Lucas Hamilton           | R                        | 174                               | Louka Matthys                     | 66°                               |
| 155                      | Jonas Hvideberg          | R                        | 165                      | Michael Matthews         | R                        | 175                               | Dimitri Peyskens                  | R                                 |
| 156                      | Florian Stork            | 52°                      | 166                      | Matteo Sobrero           | R                        | 176                               | Lennert Teugels                   | 65°                               |
| 157                      | Kevin Vermaerke          | R                        | 167                      | Filippo Zana             | 7°                       | 177                               | Aaron Van der Beken               | R                                 |
| Corratec Selle Italia    | Corratec Selle Italia    | Corratec Selle Italia    | Eolo-Kometa Cycling Team | Eolo-Kometa Cycling Team | Eolo-Kometa Cycling Team | Green Project-BardianiCSF-Faizanè | Green Project-BardianiCSF-Faizanè | Green Project-BardianiCSF-Faizanè |
| N°                       | Ciclista                 | Clas.                    | N°                       | Ciclista                 | Clas.                    | N°                                | Ciclista                          | Clas.                             |
| 181                      | Matteo Amella            | R                        | 191                      | Lorenzo Fortunato        | R                        | 201                               | Edgar Cadena                      | R                                 |
| 182                      | Valentin Darbellay       | R                        | 192                      | Vincenzo Albanese        | R                        | 202                               | Luca Cavallo                      | 56°                               |
| 183                      | Antoine Debons           | R                        | 193                      | Mattia Bais              | R                        | 203                               | Riccardo Lucca                    | R                                 |
| 184                      | Andrij Ponomar           | R                        | 194                      | Erik Fetter              | R                        | 204                               | Martin Marcellusi                 | R                                 |
| 185                      | Charlie Quarterman       | R                        | 195                      | Andrea Garosio           | R                        | 205                               | Alessio Martinelli                | R                                 |
| 186                      | Karel Vacek              | R                        | 196                      | Davide Piganzoli         | 27°                      | 206                               | Vicente Rojas                     | R                                 |
|                          |                          |                          | 197                      | Diego Sevilla            | 42°                      | 207                               | Alex Tolio                        | 34°                               |
| Israel-Premier Tech      | Israel-Premier Tech      | Israel-Premier Tech      | Lotto Dstny              | Lotto Dstny              | Lotto Dstny              | Q36.5 Pro Cycling Team            | Q36.5 Pro Cycling Team            | Q36.5 Pro Cycling Team            |
| N°                       | Ciclista                 | Clas.                    | N°                       | Ciclista                 | Clas.                    | N°                                | Ciclista                          | Clas.                             |
| 211                      | Jakob Fuglsang           | 73°                      | 221                      | Andreas Kron             | 44°                      | 231                               | Negasi Haylu Abreha               | R                                 |
| 212                      | Krists Neilands          | R                        | 222                      | Sylvain Moniquet         | R                        | 232                               | Gianluca Brambilla                | R                                 |
| 213                      | Domenico Pozzovivo       | 36°                      | 223                      | Mathijs Paasschens       | R                        | 233                               | Walter Calzoni                    | 30°                               |
| 214                      | Nick Schultz             | 31°                      | 224                      | Eduardo Sepúlveda        | R                        | 234                               | Marcel Camprubi                   | 76°                               |
| 215                      | Dylan Teuns              | R                        | 225                      | Lennert Van Eetvelt      | 53°                      | 235                               | Mark Donovan                      | R                                 |
| 216                      | Stephen Williams         | 22°                      | 226                      | Maxim Van Gils           | 15°                      | 236                               | Alessandro Fedeli                 | R                                 |
| 217                      | Michael Woods            | 6°                       | 227                      | Harm Vanhoucke           | NP                       |                                   |                                   |                                   |
| TotalEnergies            |                          |                          |                          |                          |                          |                                   |                                   |                                   |
| N°                       | Ciclista                 | Clas.                    |                          |                          |                          |                                   |                                   |                                   |
| 241                      | Pierre Latour            | 19°                      |                          |                          |                          |                                   |                                   |                                   |
| 242                      | Jérémy Cabot             | 71°                      |                          |                          |                          |                                   |                                   |                                   |
| 243                      | Alessio Cialone          | R                        |                          |                          |                          |                                   |                                   |                                   |
| 244                      | Valentin Ferron          | R                        |                          |                          |                          |                                   |                                   |                                   |
| 245                      | Paul Ourselin            | R                        |                          |                          |                          |                                   |                                   |                                   |
| 246                      | Mattéo Vercher           | R                        |                          |                          |                          |                                   |                                   |                                   |
| 247                      | Alexis Vuillermoz        | 45°                      |                          |                          |                          |                                   |                                   |                                   |